# Robert Hanssen
robert hansenn fue un espia sovietico, no se sabe mas :)
1. ↑  Permana, Muhammad Zein; Lesthari, Fellia «“Mengapa Hidup yang Abstrak Membuat Cita-Cita Lebih Abstrak” (Gambaran Cita-Cita Mahasiswa di Fakultas Psikologi UNJANI)». PSIKOLOGI  KONSELING, 20, 1, 30-06-2022, pàg. 1377. DOI: 10.24114/konseling.v20i1.24803. ISSN: 2502-7190.